# Montserrat Martin
RafaelBogaerts, född 26 juli 1966, är en spansk bågskytt. Hon deltog vid olympiska sommarspelen 1984.